# AZ Groeninge

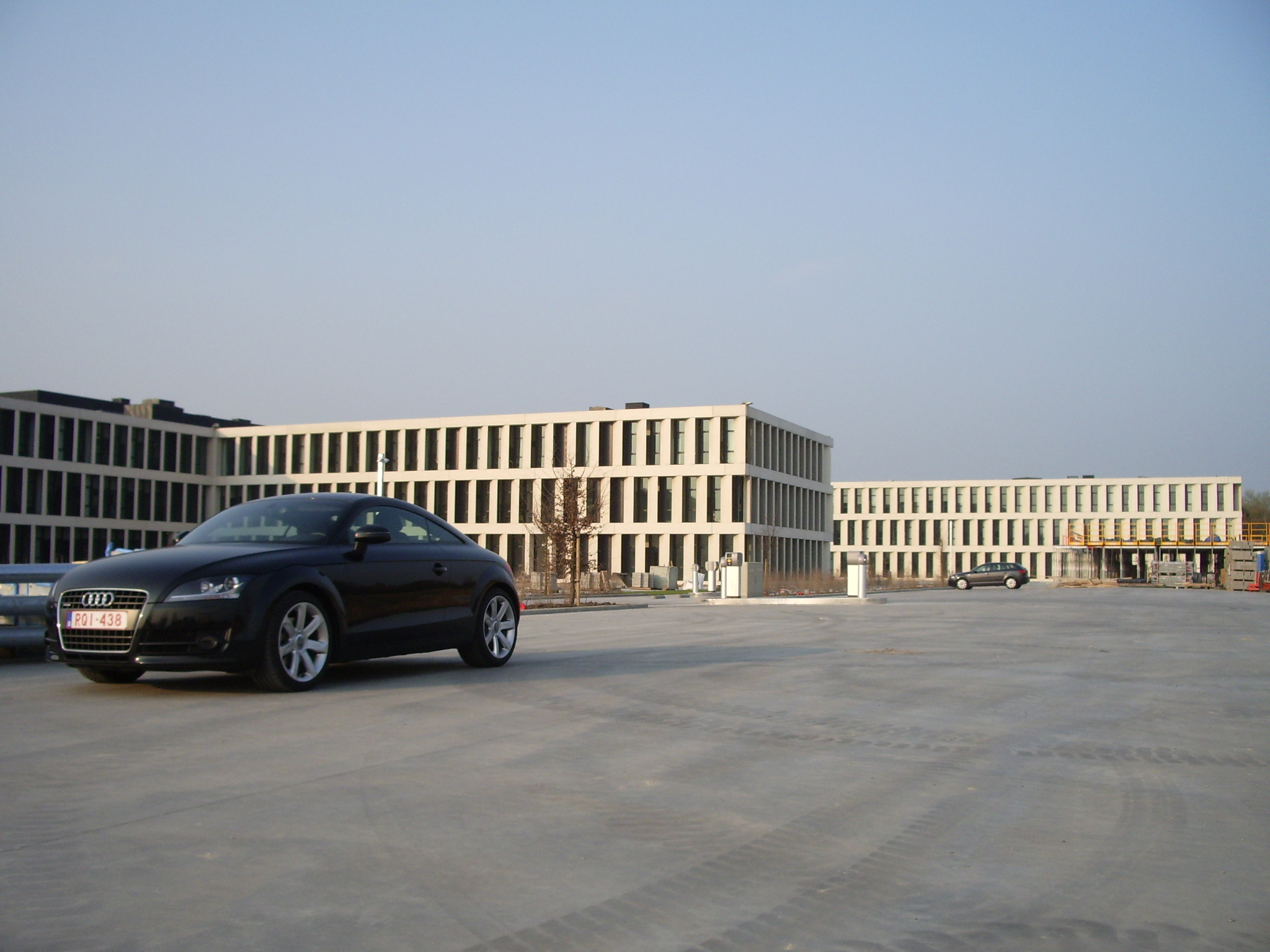
Le site Kennedylaan de AZ Groeninge juste avant l'ouverture en avril 2010

Le AZ Groeninge est un grand centre hospitalier (1050 lits actifs) à Courtrai, en Belgique. Le centre est le résultat d'une fusion entre un hôpital public et trois hôpitaux privés en 2003.

## Histoire des hôpitaux de Courtrai
De nombreux hôpitaux étaient implantés dans Courtrai, dont certains sont particulièrement anciens, la tradition hospitalière remontant au Moyen Âge. L'hôpital de Notre-Dame, fondé en 1211, est un des plus anciens établissements de la ville. Symbole de la charité et de l'hospitalité, il fut le seul hôpital de Courtrai jusqu'au XIXe siècle.
À la fin du XXe siècle on pouvait citer à Courtrai parmi les principaux établissements l'Hôpital Notre Dame, l'Hôpital Marie Providence, Hôpital Saint-Nicolas, Hôpital Saint-Martin, Hôpital Sainte Famille. En 2003, quatre établissements cités précédemment se réunirent formant le nouvel AZ Groeninge, situé dans le quartier du Haut-Courtrai.

## Chiffres
Le centre hospitalier de Courtrai (AZ Groeninge – Kortrijk) est un centre hospitalier régional belge. D'une capacité totale de 1100 lits (actifs), c'est le principal établissement hospitalier de la partie sud de la Province de Flandre-Occidentale et de l'Arrondissement administratif de Courtrai. La  ville de Courtrai comporte 74 000 habitants, et est le chef-lieu de Arrondissement administratif de Courtrai qui regroupe une population totale de 278.672 habitants. Courtrai avec Lille et Tournai font partie d’un eurodistrict : L'Eurométropole Lille-Kortrijk-Tournai (depuis janvier 2008) avec environ 1 900 000 habitants. Le centre hospitalier de Courtrai emploie un total de 2500 salariés (dont plus de 200 médecins) ce qui fait de lui un des plus grands employeurs de l'agglomération.

## Partenariats: enseignement et recherche
Le AZ Groeninge fait partie du réseau d'hôpitaux associés à l'hôpital universitaire de l'université catholique de Leuven (Vlaams Ziekenhuisnetwerk Katholieke Universiteit Leuven). L'hôpital maintient des liens forts avec l'université catholique de Courtrai (KULAK), aussi situé dans le quartier Hoog-Kortrijk, et aussi avec la haute école Katho et l'hôpital universitaire de Gand.
Depuis 2009 il existe une convention-cadre de coopération transfrontalière soutenu par l'Agence Régionale de l'Hospitalisation du Nord-Pas-de-Calais et l'Observatoire Franco-belge de la Santé (O.F.B.S.). Le CHRU de Lille, l'Université Lille 2 - Droit et Santé, la Faculté de Médecine de Lille, d'une part et le Centre Hospitalier AZ Groeninge de Courtrai et l'Université Catholique de Louvain, d'autre part, ont développé un partenariat essentiel dans le cadre es orientations de la politique de coopération sanitaire transfrontalière. Cet accord pose les principes d'une collaboration durable entre ces deux établissements et leurs Facultés de Médecine, afin de : (1) Favoriser l'émergence de projets médicaux partagés et l'organisation de filières de prise en charge sur le territoire transfrontalier au bénéfice du patient, (2) développer des partenariats en matière de formation, d'enseignement et de recherche, (3) encourager et faciliter la mobilité des professionnels médicaux et l'échange de compétences médicales et (4) développer le partage d'expériences et les bonnes pratiques en matière d'évaluation de la qualité et de gestion hospitalières.
Le centre hospitalier participe à la recherche clinique dans un certain nombre de disciplines médicales et s'est inscrit dans plusieurs partenariats au sein de différents centres et réseaux de recherches scientifiques comme par exemple l'Organisation européenne pour la recherche et le traitement du cancer.

## Établissements
Le centre hospitalier est implanté sur quatre sites avec toutes activités centralisées dans une des sites.

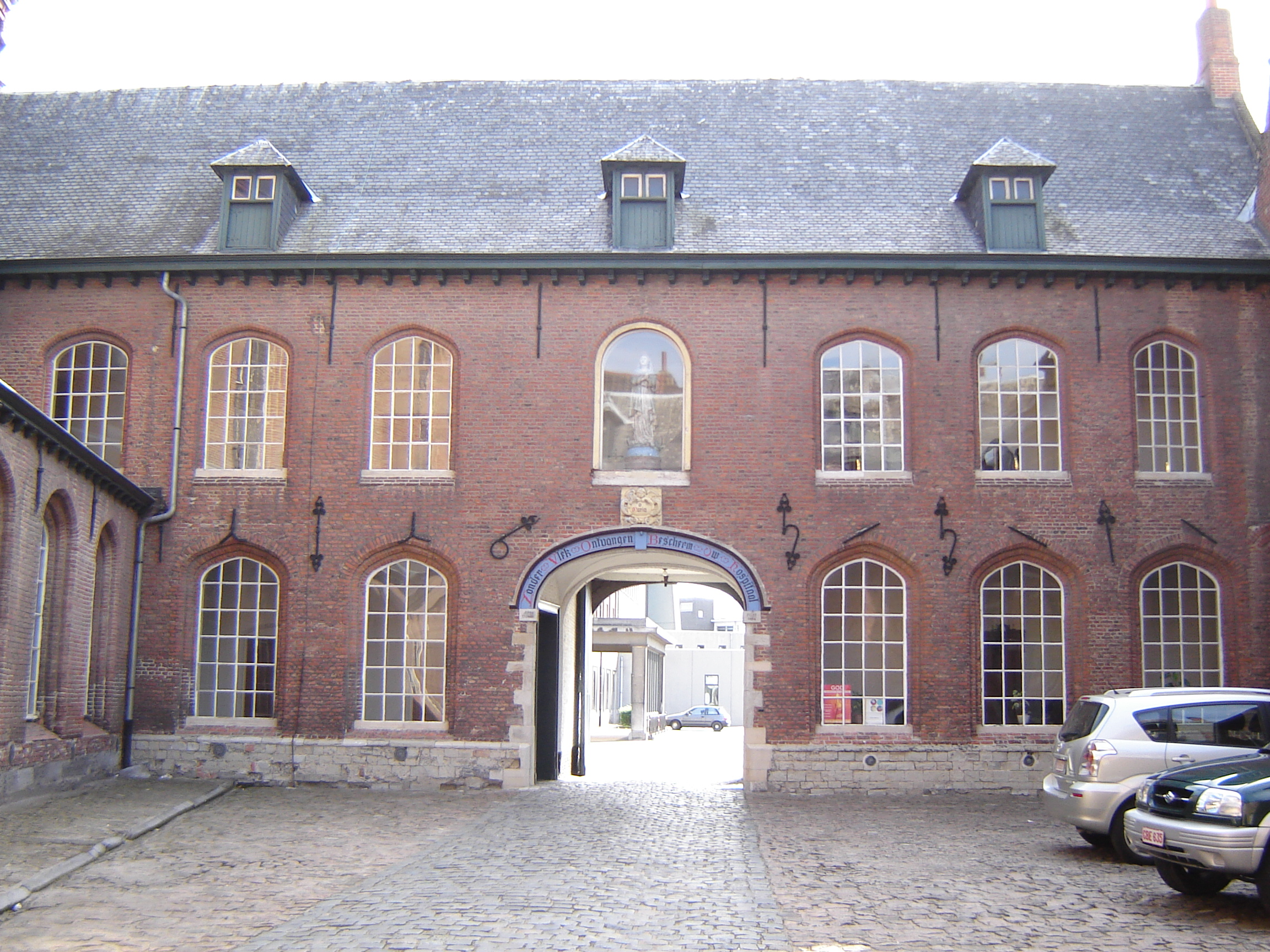
La cour de l'ancien hôpital Notre Dame/à présent site Reepkaai

## Accès par les transports en commun (SNCB et De Lijn).
Les lignes de bus partent de la Gare de Courtrai (en néerlandais : Station Kortrijk)(SNCB/NMBS). La gare de Courtrai se trouve à l'intersection des lignes Lille-Roubaix-Tourcoing-Mouscron–Courtrai–Gand–Anvers, Courtrai-Bruges–Ostende et de la ligne Poperinge–Ypres–Courtrai–Bruxelles. Le prix d'un billet de train aller et retour Lille-Courtrai est de 8 euros (billet "Trampoline").
Les différents sites du AZ Groeninge sont desservis par les transports en commun (lignes de Bus de Courtrai ; De Lijn) suivantes :
- Campus Kennedylaan : stadslijn 1 (Station - AZ Groeninge, l'arrêt terminal)
- Campus Loofstraat (Kliniek Maria's Voorzienigheid) : stadslijn 1, stadslijn 8, stadslijn 12 et stadslijn 13 (arrêts "Sint-Rochuskerk" (église Saint-Rochus)) ; note : ce site est accessible à pied de la gare de Courtrai (10 min)
- Campus Reepkaai (Onze-Lieve-Vrouwehospitaal) : stadslijn 4 en stadslijn 6
- Campus Vercruyselaan (Sint-Maartenziekenhuis) : stadslijn 50 en stadslijn 51

## Libre circulation des patients dans la région transfrontalière
Afin de faciliter l’accès des populations frontalières aux soins de part et d’autre de la frontière, des « zoast » (Zone Organisée d’Accès aux Soins Transfrontaliers) se sont développées le long de la frontière franco-belge. Une ZOAST est une portion de territoire transfrontalier dans laquelle un patient peut librement circuler pour bénéficier de soins (ambulatoires ou hospitaliers) dans les établissements hospitaliers situés dans cette zone, de part et d’autre de la frontière, sans autorisation préalable. Patients français assurés sociaux en France auprès des CPAM de Roubaix, Tourcoing, Lille, Armentières ou Dunkerque, de la MSA Nord ou du RSI Nord Pas-de-Calais peuvent ainsi bénéficier de soins dans les centres hospitaliers de Courtrai, Mouscron, Menin et Ypres. Sans autorisation préalable, sur simple présentation de “Carte Vitale” et de carte d’identité ils sont remboursés des soins délivrés dans ces centres hospitaliers sur la base du tarif belge.